# Herinneringen van een bramzijgertje
Herinneringen van een bramzijgertje is een boek van Jan de Hartog (1914-2002).
Het is in het Nederlands geschreven en in 1967 door de CPNB als boekenweekgeschenk verspreid. In 1969 is het door Elsevier opnieuw uitgegeven en in 1990 door Uitgeverij Hollandia in Baarn. Het boek is in de ik-vorm geschreven en gesuggereerd wordt, dat het gebaseerd is op de eigen ervaringen van de schrijver, (die zichzelf een geboren leugenaar noemt), toen die als kind wegliep naar zee.

## Verhaal

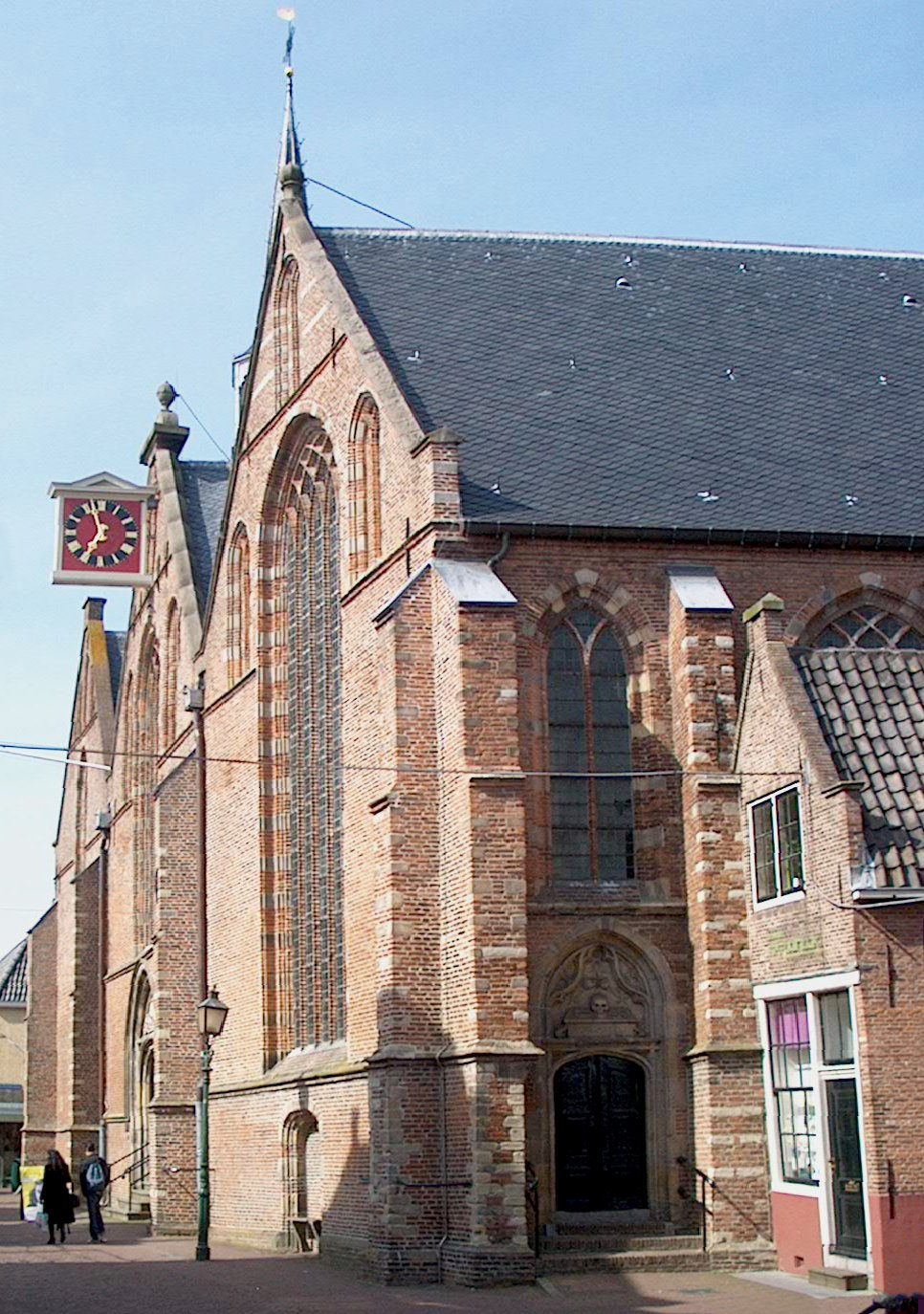
Hervormde kerk te Hoorn

Het verhaal speelt in 1923 toen de Afsluitdijk er nog niet was en het water van de Zuiderzee nog zout smaakte. Zoals elk Zuiderzeestadje heeft het fictieve stadje Oosterdam een eigen vissersvloot, die, afhankelijk van de wind, vaak elders de zondag doorbrengt. De vissers, stoere, stevige, ruwe, maar zeer vrome mannen, zijn dus vaak wekenlang van huis.
De ik-figuur, Jan, tien jaar oud, is door zijn Amsterdamse ouders ondergebracht bij de weduwe Bruijntjes. Op een avond wordt hij, zoals hij had gehoopt, door een van de schippers, die de IJzeren Vrijer wordt genoemd, meegenomen als scheepsjongen, of bramzijgertje. Aanvankelijk heeft hij last van zeeziekte, maar al snel beschouwt het jongetje de OD 69 als zijn schip. Bonk, de jongen, doet lelijk tegen hem, maar de knecht Krelis en de schipper zijn niet kwaad. Hij is te klein om over de reling te kunnen kijken. Als de schipper dat merkt, zet deze hem op zijn schouder, en ziet hij tot zijn onuitsprekelijke geluk, hoe de vissersvloot Hoorn binnenvaart.
In Hoorn brengen ze de zondag door. Hij krijgt andere kleren, sluit vriendschap met bramzijgertjes van andere plaatsen, en luistert vanaf zijn slaapplek in het vooronder naar woedende mannenstemmen die het over de politiek (plannen voor de afsluitdijk) hebben. Zondag zit hij met bramzijgertjes van allerlei plaatsen twee kerkdiensten uit van elk drie uur. 's Avonds is er een Leugenaar, een verhalenverteller, aan boord, die, tegen een beloning met drank, een droevig verhaal over een zeemeermin vertelt.
Na drie weken gebeurt er iets dat hem naar huis doet verlangen. De netten van de OD69 en van een botter uit Volendam raken verward en de bemanningen raken slaags. Het laatste wat hij van het schip uit Volendam ziet, is het van angst vertrokken gezicht van het bramzijgertje uit Volendam; hij blijft dat voor zich zien. Als ze in Oosterdam aankomen, verstopt hij zich, omdat hij bang is dat de schipper hem zal houden. Maar hij sluit zichzelf per ongeluk op en wordt pas 's nachts door de kat bevrijd. Als hij thuis komt, is zijn pleegmoeder tot zijn verbazing lief voor hem. Hij vertelt honderduit en ze hangen aan zijn lippen. Bij het verhaal van de zeemeermin biggelt er een traan over de wang van moeder Bruijntjes. Dat was het ogenblik waarop ik voor het eerst besefte dat ik een geboren leugenaar was.
In het laatste hoofdstuk zijn we 45 jaar verder. In de polder ontmoet het voormalige bramzijgertje een paar kinderen. Er zit een hert in het bos.. Toen ik door de opening in de dijk reed voelde ik mij niet langer oud en eenzaam, want ik wist nu dat er eigenlijk niets verloren was gegaan; alleen was een kinderzee veranderd in een kinderland.